# Acrapex dallolmoi
Acrapex dallolmoi är en fjärilsart som beskrevs av Emilio Berio 1973. Acrapex dallolmoi ingår i släktet Acrapex och familjen nattflyn. Inga underarter finns listade i Catalogue of Life.